# 马兴田
马兴田（1969年—），广东普宁人。汉族。中国共产党党员、中国地产商丶天使投資人。

## 生平
毕业于澳门科技大学工商管理专业。曾任广东康美药业股份有限公司董事長。2008年，当选第十一届全国人民代表大会广东地区代表。2013年，当选第十二届全国人民代表大会广东地区代表。2015年12月，全国大常委会接受其辞去全国人大代表的职位。
馬氏家族旗下的康美藥業因為財務報表造假而被內地証監主管部門處罰，公司主要股東馬興田被採取強制措施。2021年11月17日，马兴田因操纵证券市场罪、违规披露、不披露重要信息罪以及单位行贿罪被广东省佛山市中级人民法院判處有期徒刑12年，并处罚金人民币120万元。2022年1月初，马兴田名下房产公开拍卖。